# Манастир Мајсторовина
Манастир Мајсторовина се налази у селу Мајсторовини, у близини Бијелог Поља, у Црној Гори. Припада Епархији будимљанско-никшићкој Српске православне цркве.

## Предање и прошлост
На десној обали Бистрице на уздигнутој заравни, низводно око један километар од њеног извора налази се манастир Мајсторовина са храмом посвећеним Светој Тројици. У натпису над улазним вратима манастира Свете Тројице који се очувао до 1926. године види се, да је манастир сазидан у вријеме Првог патријарха српског Јоаникија у 14. вијеку. Манастир се у књижевности често помиње као манастир Равна Ријека. Често се помиње у раздобљу од 14. до 17. вијека. У средњем вијеку манастир је посједовао земљиште на коме се данас налази истоимено село Мајсторовина. О томе свједоче и називи шума: Калуђерски до, Попово прло, Манастирски станови.
По једном запису из 1649. године манастир Мајсторовина је запао у тешкоће, а књиге и богомољачки предмети привремено су пренесене у манастир Добриловину. У манастиру Пакра чува се сребром оковано Јеванђеље манастира Свете Тројице из 1661. године.